# Schiwasee
Der Schiwasee (englisch Lake Shiva oder Lake Shewa) befindet sich im Nordosten der afghanischen Provinz Badachschan.

## Geographie
Der 14 km² große See befindet sich im nördlichen Hindukusch auf einer Höhe von 3100 m. Er entstand in historischer Zeit durch mehrere Bergrutsche, die den Flusslauf des Arakht, einen linken Nebenfluss des Pandsch, unterbrachen.
Der See wird seither von einem etwa 400 m breiten natürlichen Damm aufgestaut, dessen Dammkrone 80 m oberhalb des Seewasserspiegels liegt. Der Schiwasee besitzt keinen oberflächigen Abfluss. Es sickert jedoch Seewasser durch den Naturdamm.
Der 12 km lange See erstreckt sich über zwei Gebirgstäler. Die maximale Wassertiefe des Schiwasees beträgt 270 m.